# Balls to the Wall
Balls to the Wall är den tyska gruppen Accepts femte studioalbum, utgivet 5 december 1983 som vinyl och kassett av RCA i Europa och av Portrait Records i USA. Två singlar gavs ut med ett albumspår på varje sida, "Balls to the Wall"/"Losing More Than You've Ever Had" och "Love Child"/"London Leatherboys". Det gjordes även en video till titelspåret.
Balls to the Wall är inkluderad i boken The 100 best and absolute greatest heavy metal album in the world, ever, från 2009. 
Skivomslaget visar en bild där gitarristen Herman Frank iförd kalsonger håller en rund svart sten. Hårdrocksprogrammet Rundgång i SVT2 2005 ringde upp fotografen Dieter Eikelpoth som bekräftade att det är en vanlig rund sten Herman Frank håller i.[källa behövs] Omslagsbilden är påfallande lik ett verk av fotografen Robert Mapplethorpe, "Patrice, N.Y.C." (1977).

## Låtförteckning
1. Balls to the Wall – 5:50
2. London Leatherboys – 3:57
3. Fight It Back – 3:30
4. Head over Heels – 4:19
5. Losing More Than You've Ever Had – 5:04
6. Love Child – 3:35
7. Turn Me On – 5:12
8. Losers and Winners – 4:19
9. Guardian of the Night – 4:25
10. Winter Dreams – 4:45

## Medverkande

### Bandmedlemmar
- Udo Dirkschneider – sång
- Wolf Hoffmann – gitarr
- Herman Frank – gitarr
- Peter Baltes – bas
- Stefan Kaufmann – trummor

### Produktion
- Louis Austin – tekniker
- Michael Wagener – mixning
- Jean Lessenich – design
- Dieter Eikelpoth – foto
- Gaby "Deaffy" Hauke – management, omslagsidé